# 量子コホモロジー
シンプレクティックトポロジーや代数幾何学では、量子コホモロジー環(quantum cohomology ring)は、閉じたシンプレクティック多様体の通常のコホモロジー環の拡張である。量子コホモロジー環は2つのバージョンからなり、ひとつは小さな版と呼ばれ、もうひとつ大きな版と呼ばれる。一般に大きな版は小さな版よりも込み入った、詳細な情報を持っている。両方とも係数環の選択が（以下に述べるが、典型的にはノビコフ環の) 構造に重要な影響を持つ。
通常のコホモロジーのカップ積は、多様体の交叉理論により部分多様体が互いにどのようになっているかを記述するが、量子コホモロジーの量子カップ積は、部分空間がどのように｢曖昧｣に｢量子的な｣方法で交叉しているかを記述する。さらに詳しく述べると、もし一つ以上の擬正則曲線を通して連結であれば、交叉しているということを意味する。グロモフ・ウィッテン不変量は、これらの曲線の数を数え、量子カップ積を拡張して考えると係数として現れる。
量子コホモロジー環はグロモフ・ウィッテン不変量のパターンや構造を表しているので、それは数え上げ幾何学の中で重要な意味を持っている。量子コホモロジー環は、また、数理物理学とミラー対称性の多くのアイデアとも関係している。特に、フレアーホモロジーに環同型である。
この記事を通して、X は閉シンプレクティック多様体を表し、ω はシンプレクティック形式を表すこととする。

## ノビコフ環
X の量子コホモロジーの係数環は様々に選択ができる。普通、環の選択は、X 第二ホモロジーについての情報をエンコードするように選択される。こうすると、下記に定義する量子カップ積が X の中の擬正則曲線についての情報を記録することができるようになる。例えば、
{\displaystyle H_{2}(X)=H_{2}(X,\mathbf {Z} )/\mathrm {torsion} }
を第二ホモロジーの捩れ部分群を法(modulo)とした商環とし、R を単位元を持つ任意の可換環とし、Λ を次の形の微分形式の形式的ベキ級数の環とする。
{\displaystyle \lambda =\sum _{A\in H_{2}(X)}\lambda _{A}e^{A},}
ここに
- 係数 {\displaystyle \lambda _{A}} は R から来る、
- {\displaystyle e^{A}} は、{\displaystyle e^{A}e^{B}=e^{A+B}}を満たす形式的な変数、
- 全ての実数 C に対して、高々有限の A があり、C に等しいかまたは小さな ω(A) がゼロではない係数 {\displaystyle \lambda _{A}} を持つ。

変数 {\displaystyle e^{A}} は次数 {\displaystyle 2c_{1}(A)} であると考えられ、ここに {\displaystyle c_{1}} は、接バンドル TX の第一チャーン類であり、ω と整合性を持つ任意の概複素構造の選択で得られる複素ベクトルバンドルと考えられる。このようにすると、Λ は次数付き環で、ω のノビコフ環と呼ばれる。(別の定義も存在するが、同値である。)

## 小さな量子コホモロジー
{\displaystyle H^{*}(X)=H^{*}(X,\mathbf {Z} )/\mathrm {torsion} }
をトーションをmoduloとする X のコホモロジーとする。Λ を係数として持つ小さな量子コホモロジー を次のように定義する。
{\displaystyle QH^{*}(X,\Lambda )=H^{*}(X)\otimes _{\mathbf {Z} }\Lambda .}
その要素は次の語りの有限和である。
{\displaystyle \sum _{i}a_{i}\otimes \lambda _{i}.}
小さな量子コホモロジーは次数付き R-加群で、
{\displaystyle \deg(a_{i}\otimes \lambda _{i})=\deg(a_{i})+\deg(\lambda _{i}).}
を持っている。通常のコホモロジー H*(X) は QH*(X, Λ) へ {\displaystyle a\mapsto a\otimes 1} を通して埋め込まれ、QH*(X, Λ) は H*(X) により、Λ-加群として生成される。
H*(X) の中の純粋な次数の任意の2つのコホモロジー類 a, b と、{\displaystyle H_{2}(X)} の中の任意の元 A に対し、(a ∗ b)A を次を式を満たすような H*(X) の唯一の元とする。
{\displaystyle \int _{X}(a*b)_{A}\smile c=GW_{0,3}^{X,A}(a,b,c).}
(右辺は種数が 0 であり、3-点のグロモフ・ウィッテン不変量) として、
{\displaystyle a*b:=\sum _{A\in H_{2}(X)}(a*b)_{A}\otimes e^{A}.}
と定義すると、次のように、線型性により問題なく定義できる Λ-加群の写像へ拡張できる。
{\displaystyle QH^{*}(X,\Lambda )\otimes QH^{*}(X,\Lambda )\to QH^{*}(X,\Lambda )}。
これを小さな量子カップ積と呼ぶ。

## 一般的な解釈
クラス A = 0 の中の唯一の擬正則曲線は定数写像で、像は点となる。このことから次の式が導ける。
{\displaystyle GW_{0,3}^{X,0}(a,b,c)=\int _{X}a\smile b\smile c;}
言い換えると、
{\displaystyle (a*b)_{0}=a\smile b.}
このように、量子カップ積は通常のカップ積を含んでいて、通常のカップ積をゼロではないクラスの A へ拡張する。
一般に、(a ∗ b)A のポアンカレ双対は、a と b のポアンカレ双対を通してクラス A の擬正則曲線の空間に対応している。それで、通常のコホモロジーは a と b が交叉するのは、ひとつもしくは複数の点で交わるときに限るが、量子コホモロジーは擬正則曲線でつながっている場所は全てで a と b のゼロでない交叉として数え上げる。ノビコフ環はまさに全てのクラス A の交叉情報を記録するに十分な大きさの系である。

## 例
X を（フビニ-スタディ計量に対応する）標準シンプレクティック形式と複素形式を持つ複素射影平面とし、{\displaystyle \ell \in H^{2}(X)} を直線 L のポアンカレ双対とすると、
{\displaystyle H^{*}(X)\cong \mathbf {Z} [\ell ]/\ell ^{3}.}
が得られる。ゼロでない唯一のグロモフ・ウィッテン不変量は、クラス A = 0 でか。もしくは A = L である。
{\displaystyle \int _{X}(\ell ^{i}*\ell ^{j})_{0}\smile \ell ^{k}=GW_{0,3}^{X,0}(\ell ^{i},\ell ^{j},\ell ^{k})=\delta (i+j+k,4)}
であり、
{\displaystyle \int _{X}(\ell ^{i}*\ell ^{j})_{L}\smile \ell ^{k}=GW_{0,3}^{X,L}(\ell ^{i},\ell ^{j},\ell ^{k})=\delta (i+j+k,5),}
であることが分かる。ここに δ はクロネッカーデルタである。従って次を得る。
{\displaystyle \ell *\ell =\ell ^{2}e^{0}+0e^{L}=\ell ^{2},}
{\displaystyle \ell *\ell ^{2}=0e^{0}+1e^{L}=e^{L}.}
この場合には、{\displaystyle e^{L}} を q と置き換え、単純な係数環 Z[q] を使うのが都合がよい。この q は次数 {\displaystyle 6=2c_{1}(L)} である。すると、
{\displaystyle QH^{*}(X,\mathbf {Z} [q])\cong \mathbf {Z} [\ell ,q]/(\ell ^{3}=q)}
を得る。

## 小さい量子カップ積の性質
純粋な次数を持つ a, b に対し、
{\displaystyle \deg(a*b)=\deg(a)+\deg(b)}
と
{\displaystyle b*a=(-1)^{\deg(a)\deg(b)}a*b.}
が成り立つ。小さな量子カップ積は分配法則を満たし、Λ-双線型である。単位元 {\displaystyle 1\in H^{0}(X)} もまた、小さな量子コホモロジーの単位元である。
小さなカップ積は結合法則も満たす。これはグロモフ・ウィッテン不変量の張り合わせ規則の結果であり、難しいテクニカルな結果である。このことはグロモフ・ウィッテンポテンシャル (種数 0 のグロモフ・ウィッテン不変量の母函数) が WDVV方程式として知られているある3階の微分方程式を満たすことと同じことである。
交叉ペア
{\displaystyle QH^{*}(X,\Lambda )\otimes QH^{*}(X,\Lambda )\to R}
は次の式で定義される。
{\displaystyle \left\langle \sum _{i}a_{i}\otimes \lambda _{i},\sum _{j}b_{j}\otimes \mu _{j}\right\rangle =\sum _{i,j}(\lambda _{i})_{0}(\mu _{j})_{0}\int _{X}a_{i}\smile b_{j}.}
(u の添字の 0 は A = 0 の係数であることを示している。) このペアは次の結合的な性質を満たす。
{\displaystyle \langle a*b,c\rangle =\langle a,b*c\rangle .}

## ドゥブロビン接続
基礎となる環 R が C であるときには、ベクトル空間 QH*(X, Λ) の偶数の次数の部分 H を複素多様体とみなすことができる。小さなカップ積は H 上の可換な積へうまく限定することができる。従って、ある無理のない前提を設けると、交叉ペア {\displaystyle \langle ,\rangle } を持つ H は、フロベニウス代数となる。
量子カップ積は接バンドル TH 上の接続とみなすことができ、ドゥブロビン接続 と呼ばれる。すると、量子カップ積の可換性と結合性はこの接続上のトーションがゼロであるという条件と、曲率がゼロであるという条件に、それぞれ対応している。

## 大きな量子コホモロジー
0 ∈ H の近傍 U が存在して、{\displaystyle \langle ,\rangle } とドゥブロビン接続が U にフロベニウス多様体の構造を与える。U の中の任意の a は、公式
{\displaystyle \langle x*_{a}y,z\rangle :=\sum _{n}\sum _{A}{\frac {1}{n!}}GW_{0,n+3}^{X,A}(x,y,z,a,\ldots ,a).}
により、量子カップ積
{\displaystyle *_{a}:H\otimes H\to H}
を定義する。
まとめると、H 上のこれらの積は、大きな量子コホモロジーと呼ばれる。種数 0 のグロモフ・ウィッテン不変量の全ては、これから再現可能であり、より単純な小さな量子コホモロジーからは再現可能であるとは限らない。
小さな量子コホモロジーは、3点グロモフ・ウィッテン不変量の情報のみしか持たないが、大きな量子コホモロジーはすべての（n ≧ 4) n-グロモフ・ウィッテン不変量を取り込む。多様体の数え上げ幾何学の情報を得るには、大きな量子コホモロジーが必要である。小さな量子コホモロジーは、物理学でいう 3-点相関函数に対応するが、大きな量子コホモロジーはすべての n-点相関函数に対応するともいうことができる。